# Roberto Laumann
Roberto Alejandro Laumann (Bahía Blanca, Buenos Aires, Argentina; 24 de abril de 1979) es un futbolista argentino que se desempeña como defensor en Unión Tornquist de la Liga Regional de fútbol de Coronel Suárez. Disputó cinco encuentros en la Primera División de Argentina, todos para el Club Olimpo.
Actualmente se dedica al entrenamiento de artes marciales como lo es Ju-Jitsu y kick boxing

## Clubes
| Club                 | País      | Año       |
| -------------------- | --------- | --------- |
| Olimpo               | Argentina | 2001-2004 |
| Villa Mitre          | Argentina | 2004-2008 |
| Olimpo               | Argentina | 2008-2009 |
| Unión Tornquist      | Argentina | 2009-2013 |
| Tiro federal de Puan | Argentina | 2014      |